# Первая линия (организация)
Первая линия (итал. Prima Linea) — итальянская леворадикальная организация городских партизан, созданная в 1976 г. членами самораспустившихся ранее организаций «Борьба продолжается» и «Рабочая власть».
В 1981 г., после нескольких неудачных попыток реорганизоваться, члены Первой линии приняли решение о самороспуске организации и создания Коммунистической организации за освобождение пролетариата, призванная содействовать возвращению на свободу находящихся в заключении товарищей.